# Bhava
Từ tiếng Phạn bhava (भव, hữu) có nghĩa là sự tồn tại, sự tồn tại thuộc về trần tục, sự trở thành, sự là, nguồn gốc cũng mang nghĩa là những xu hướng của thói quen hoặc của cảm xúc.

## Ấn độ giáo
Bhava xuất hiện theo nghĩa là sự trở thành, hiện hữu, tồn tại, diễn ra, hiện ra, trong văn bản Vedanga như Srauta Sutra, Áo nghĩa thư như Áo nghĩa thư Shvetashvatara, Mahabharata và các văn bản Hindu cổ khác.

## Phật giáo
Trong Phật giáo, bhava là một khái niệm có nguồn gốc từ tiếng Phạn có nghĩa là hữu, sự tồn tại, sự tồn tại thuộc về trần tục, sự trở thành, sự là, nguồn gốc, kinh nghiệm, theo nghĩa về sự tái sanh và sự lặp lại cái chết, bởi vì một cá thể bị ảnh hưởng và bị tác động bởi sự tích lũy của nghiệp lực; nhưng cũng mang nghĩa là những xu hướng của thói quen hoặc của cảm xúc.
Hữu là liên kết thứ 10 trong 12 liên kết của thuyết Duyên khởi (pratītyasamutpāda), là thuyết mô tả vòng sinh tử luân hồi - là vòng lặp của những phản ứng theo thói quen về những ấn tượng của giác quan. Chính hữu là nguyên nhân dẫn đến sự sinh (liên kết thứ 11). Sự sinh thường được dịch là sự tái sinh trong một trong các cõi luân hồi, cụ thể là cõi trời, cõi A-tu-la, cõi người, cõi súc sanh, cõi ngạ quỷ và cõi địa ngục dựa theo vũ trụ học Phật giáo. Trong Phật giáo Thái Lan, hữu còn được dịch là những xu hướng của thói quen hoặc của cảm xúc - là cái dẫn đến sự sinh khởi của bản ngã, như là một hiện tượng của tâm trí.
Trong bản sinh kinh, Đức Phật nhắc lại một cách mô phạm với nhiều vị tỳ kheo về những trải nghiệm mà họ đã chia sẻ cùng với ngài trong một đời sống ở quá khứ, những người nghe được cho rằng không nhớ về những trải nghiệm đó bởi do hữu (bhava), cụ thể là do việc tái sinh.